# Поволжье
Пово́лжье — обширный край в Европейской части России.
В широком смысле — вся территория, прилегающая к течению Волги, хотя правильнее определить эту территорию как Приволжье (см. Приволжский федеральный округ). Под Поволжьем чаще понимают более или менее определённую полосу вдоль собственного течения Волги, без крупных притоков (например, жители Верхнего и Среднего Прикамья волжанами себя никогда не считали). Чаще понятие используется в узком смысле — земля, прилегающая к среднему и нижнему течению Волги (от впадения Оки до устья) и экономически тяготеющая к ней, что соответствует выше изложенному взгляду. Земли, расположенные по Волге выше впадения Оки (в частности, города Тверь, Рыбинск, Ярославль, Кострома, Кинешма), к Поволжью относить не принято; для них существует более специфический термин Верхневолжье. В пределах Поволжья (Приволжья) выделяются сравнительно приподнятое правобережье с Приволжской возвышенностью и левобережье — Заволжье. В природном отношении к Поволжью (Приволжью) иногда относят также районы, находящиеся в верхнем течении Волги.
Некогда Поволжье входило в состав Волжской Булгарии, Половецкой степи, Золотой Орды, Казанского и Астраханского ханств, а также Руси. Затем (после завоеваний Ивана IV) последовательно находилось целиком в составе Русского царства, Российской империи, Российской республики и СССР (РСФСР). В настоящее время полностью является частью России.

## Регионы
В БСЭ при экономическом районировании Европейской части СССР выделяли Поволжский экономический район, включающий Ульяновскую, Пензенскую, Куйбышевскую, Саратовскую, Волгоградскую и Астраханскую области, Татарскую, Башкирскую и Калмыцкую АССР; при этом первые три названные области и Татарская АССР отнесены к Среднему Поволжью, остальные области и Калмыцкая АССР — к Нижнему Поволжью. Башкирскую АССР иногда рассматривают вместе с Уральским экономическим районом, в состав которого она входила до 1963.
Ныне выделяют:
- Верхнее Поволжье — Ярославская, Костромская, Ивановская, Нижегородская области, Чувашия; в прежние времена к Верхнему Поволжью относили территории Тверской, Владимирской, Ярославской и Костромской губерний[3]. Старейшим городом Верхнего Поволжья был Ростов[4].
- Среднее Поволжье — Пензенская, Самарская, Ульяновская области, Марий Эл[5], Татарстан; в прежние времена Среднее Поволжье включало в себя территории Казанской, Симбирской и Самарской губернии[6].
- Нижнее Поволжье — Астраханская, Волгоградская, Саратовская области, Калмыкия.

Поволжский этнохороним: волжане.
Имеется также деление бассейна реки Волги на три части (не эквивалентное делению Поволжья на части): Верхняя Волга, Средняя Волга, Нижняя Волга.

## Природа
Рельеф равнинный, преобладают низменности и всхолмлённые равнины. Климат умеренно континентальный. Лето тёплое, со среднемесячной температурой воздуха июля +22—25 °C; зима довольно холодная, среднемесячная температура воздуха января и февраля −5°…−10 °C. Среднегодовое количество осадков на севере 500—600 мм, на юге 200—300 мм. Природные зоны: смешанный лес (Татарстан(частично) Чувашия(частично), Марий Эл, Мордовия, Нижегородская область(частично), лесостепь (Татарстан (частично), Самарская, Пензенская, Ульяновская(частично), Саратовская области), степь (Саратовская (частично), Астраханская (частично), Волгоградская области), полупустыня (Волгоградская (частично), Саратовская (частично), Астраханская области)

## Приволжский федеральный округ
Включает в себя регионы Верхнего и Среднего Поволжья (Пензенская, Самарская, Ульяновская области, Марий Эл, Татарстан и Чувашия), ряд регионов Центральной России (Нижегородская, Пензенская области и Мордовия), Урала и Приуралья (Башкортостан, Кировская область, Оренбургская область, Пермский край и Удмуртия). Центр — Нижний Новгород. Территория округа составляет 6,06 % от территории РФ. Население на 2025 год — 28 408 677 чел. или 19,44 % от общего населения РФ. Урбанизация в регионе высокая. Например, в Самарской области в городах проживает больше 80 % населения, тогда как по всей России этот показатель составляет около 73 %.

## Волго-Вятский экономический район
Расположен на средней Волге. Территория района вытянута с юго-запада на северо-восток на 1000 км и находится в различных природных зонах: северная часть в лесной таёжной, а южная — в лесостепной. Район расположен в Центральной России, в бассейнах судоходных рек Волги, Оки, Вятки, граничит и находится в тесной экономической связи с Центральным, Поволжским, Уральским и Северным районами. Численность населения — 7,5 млн чел. (2010).

## Поволжский экономический район
Расположен на нижней Волге. Площадь территории района равна 537,4 тысячам км²; население — 17 млн человек; плотность населения — 31,4 человек/км². Доля населения, проживающего в городах — 74 %. В состав Поволжского экономического района входит 95 городов, три города-миллионника (Самара, Казань, Волгоград), 12 субъектов федерации. Граничит на севере с Волго-Вятским районом, на юге с Каспийским морем, на востоке с Уральским районом и Казахстаном, на западе — с Центрально-Чернозёмным районом и Северным Кавказом. Экономическая ось — река Волга. Центр Поволжского экономического района находится в Самаре.

## Ассоциация городов Поволжья
27 октября 1998 года в городе Самаре состоялось первое Общее собрание руководителей семи крупнейших городов Поволжья — Казани, Нижнего Новгорода, Пензы, Самары, Саратова, Ульяновска, Чебоксар, на котором был подписан договор об учреждении Ассоциации городов Поволжья. Это мероприятие дало путёвку в жизнь качественно новой структуре взаимодействия муниципальных образований — Ассоциации городов Поволжья (АГП). В феврале 2000 года к Ассоциации присоединилась Йошкар-Ола, 1 ноября 2002 года её ряды пополнили Астрахань и Саранск, в 2005 году — город-герой Волгоград, в 2009 — Киров. В 2015 году в состав Ассоциации вошли: Ижевск, Пермь, Уфа, Оренбург, Тольятти, Арзамас, Балаково, Димитровград, Новокуйбышевск, Новочебоксарск, Сарапул, Стерлитамак и Сызрань. В 2018 году к АГП присоединился город Нижнекамск.
В настоящее время[какое?] в состав АГП входят 26 городов. В городах Ассоциации проживает более четырнадцати миллионов человек.